# Tomasz Szukalski
Tomasz Szukalski (sinh ngày 8 tháng 1 năm 1947 tại Warszawa - mất ngày 2 tháng 8 năm 2012 tại Piaseczno) là một nhạc sĩ và nghệ sĩ saxophone nhạc jazz người Ba Lan.

## Sự nghiệp
Szukalski bắt đầu sự nghiệp âm nhạc khi ông chơi trong một ban nhạc jazz cùng với các nghệ sĩ Zbigniew Namysłowski và Jan Ptaszyn Wróblewski. Các thành viên khác của ban nhạc bao gồm: Tomasz Stańko, Zbigniew Seifert, Adam Makowicz, Włodzimierz Nahorny, Janusz Muniak, Michał Urbaniak và Wojciech Karolak.
Năm 1975, Szukalski và nghệ sĩ kèn Tomasz Stańko tham gia thu âm album "Balladyna" cho hãng ECM. Ngoài những chuyến lưu diễn ở Scandinavia và Tây Âu cùng với các nghệ sĩ nhạc jazz khác, Szukalski còn tham gia biểu diễn trong ban nhạc rock SBB.
Năm 1977, ông và nhóm bạn nghệ sĩ gồm Sławomir Kulpowicz, Paweł Jarzębski và Janusz Stefański thành lâp một ban nhạc tứ tấu, được gọi là "The Quartet". Các tiết mục của ban nhạc thường lấy cảm hứng từ âm nhạc của những nghệ sĩ nhạc jazz huyền thoại như McCoy Tyner, Sonny Rollins, John Coltrane. Mặc dù ban nhạc chỉ tồn tại trong ba năm (1978-1980) nhưng đã biểu diễn tại nhiều lễ hội quan trọng và đặc biệt, còn để lại dấu ấn ở câu lạc bộ nhạc jazz Village Vanguard tại New York.
Trong những năm đầu thế kỷ 21, ông biểu diễn trong nhiều nhóm nhạc khác nhau. Vào ngày 21 tháng 11 năm 2010, nghệ sĩ piano Artur Dutkiewicz và các nghệ sĩ Ba Lan khác đã tổ chức sự kiện hòa nhạc từ thiện để giúp đỡ Szukalski.
Szukalski được truy tặng Huân chương công lao cho Văn hóa - Nghệ thuật Gloria (2012) và giải thưởng Golden Fryderyk (2013) vì những thành tựu ông cống hiến cho nền văn hóa Ba Lan.